# Barbara Drapińska

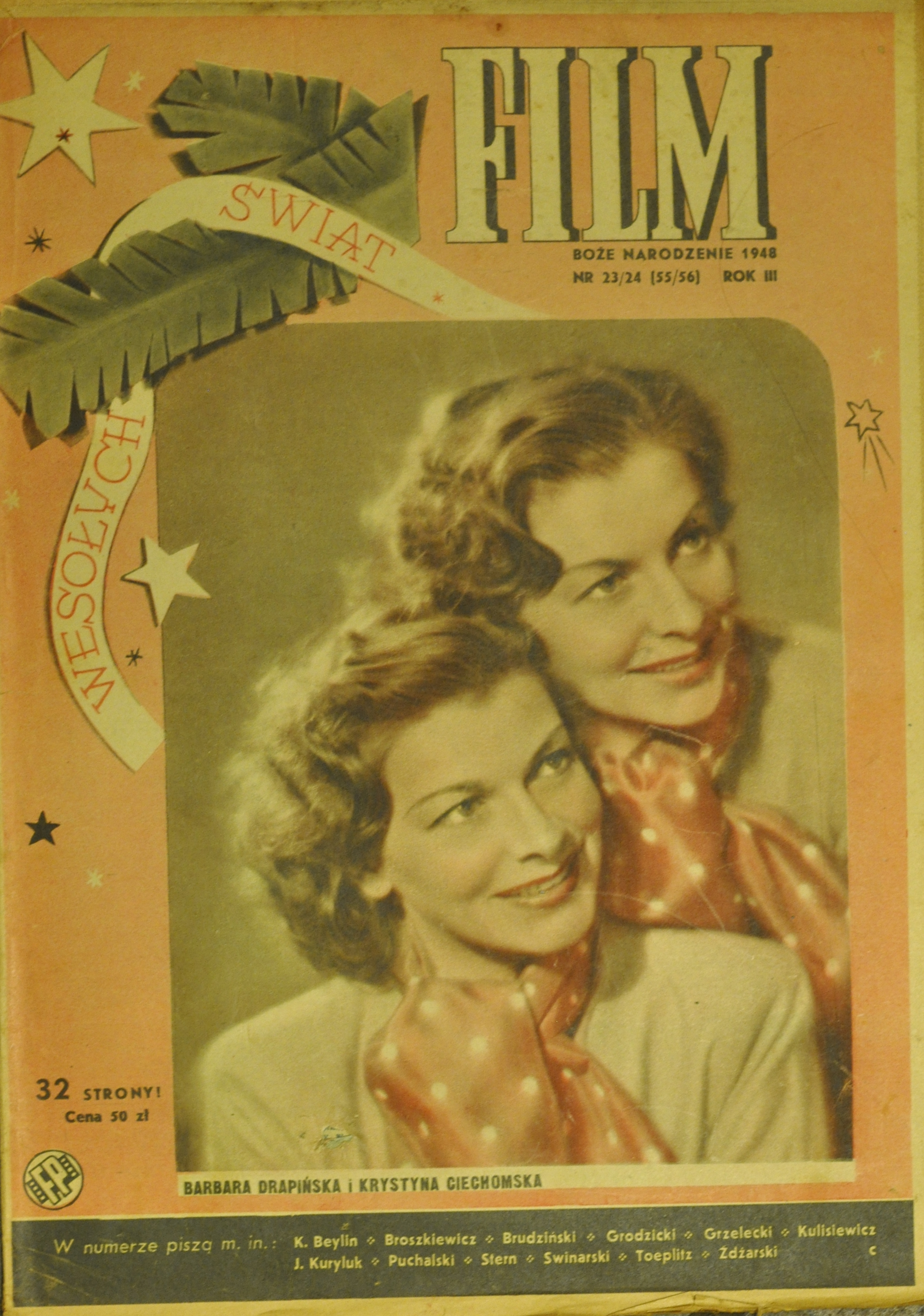
Barbara Drapińska i Krystyna Ciechomska na okładce czasopisma Film nr 55-56 z 1948 roku

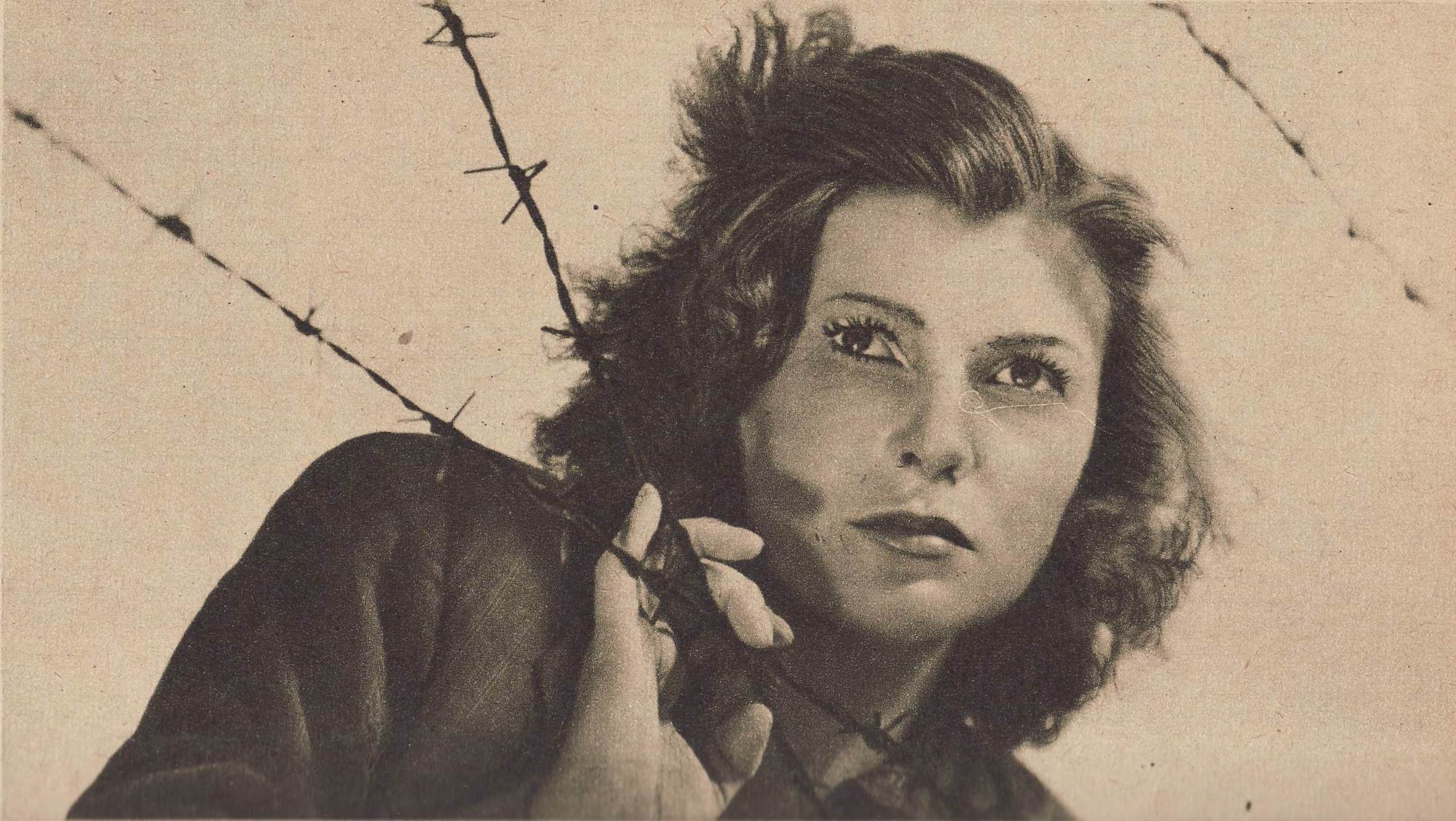
Barbara Drapińska w filmie Ostatni etap, 1947

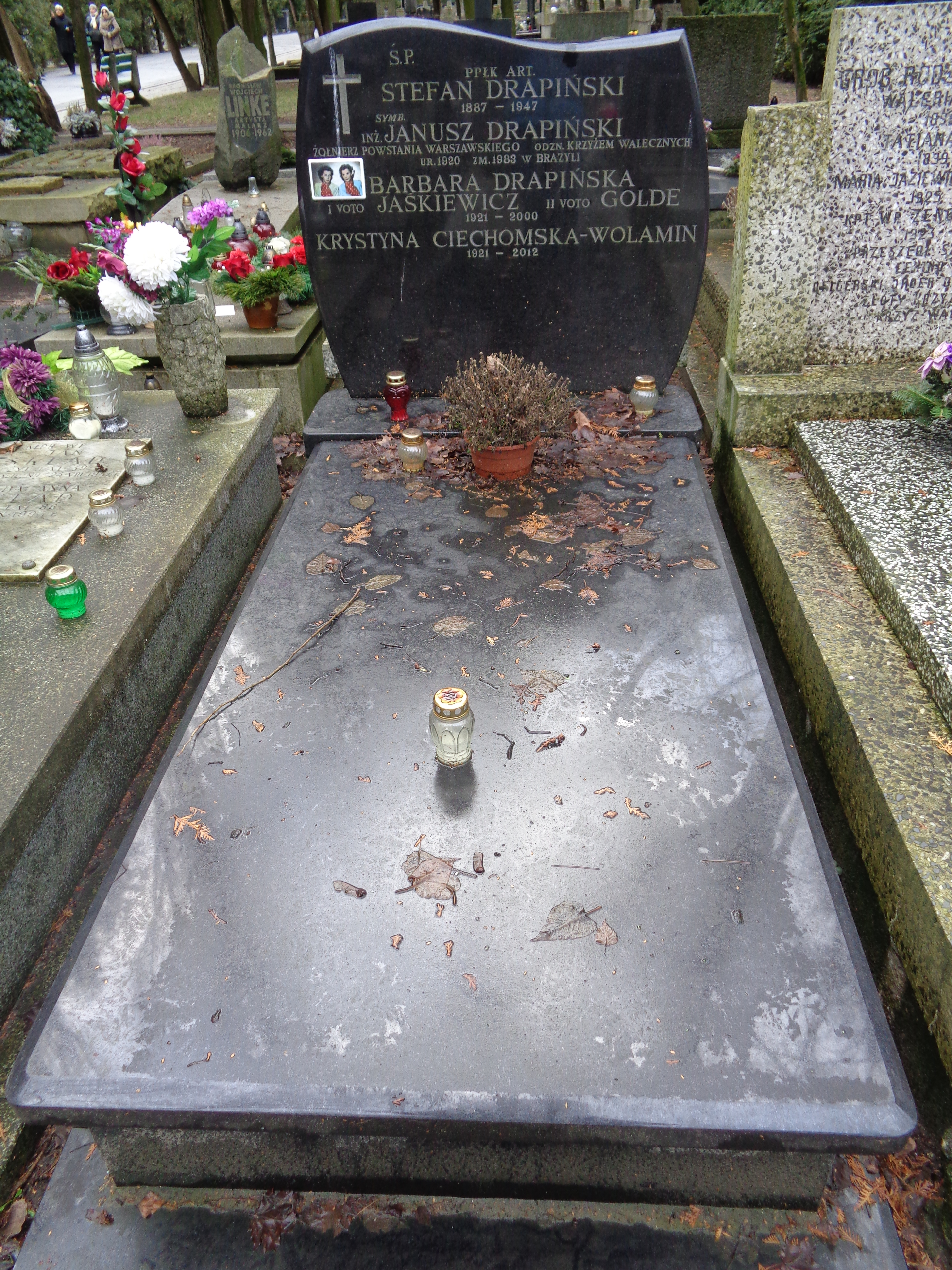
Grób Barbary Drapińskiej i jej siostry Krystyny Ciechomskiej na cmentarzu Wojskowym na Powązkach

Barbara Drapińska (ur. 8 listopada 1921 w Warszawie, zm. 24 października 2000 w Mińsku Mazowieckim) – polska aktorka filmowa i teatralna.

## Życiorys
Córka Stefana Drapińskiego i Agaty z Ciechomskich. Miała siostrę bliźniaczkę, także aktorkę Krystynę Ciechomską. Absolwentka IX Liceum Ogólnokształcącego im. Klementyny Hoffmanowej w Warszawie. Aktorstwa uczyła się w szkole dramatycznej przy Teatrze Miejskim w Łodzi. W 1946 zdała egzamin eksternistyczny ZASP dla aktorów dramatu. Na scenie debiutowała 5 października 1946. W 1946 rozpoczęła pracę w Teatrze Kameralnym Domu Wojska Polskiego w Łodzi. Z zespołem przeniosła się w 1949 do Warszawy. Aktorką Teatru Współczesnego pozostała do emerytury.
W 1953 otrzymała Nagrodę Państwową II stopnia (zespołową) za rolę Wali w filmie Żołnierz zwycięstwa.
Trzy razy wstąpiła w związek małżeński, najpierw z Edwardem Wierzbowskim, potem z Stanisławem Jaśkiewiczem, następnie z Kazimierzem Goldem.
Pochowana na cmentarzu Wojskowym na Powązkach w Warszawie (kwatera 4A-4-5).

## Filmografia
- 1946: Ostatni etap jako Marta Weiss
- 1946: Zakazane piosenki jako dziewczyna
- 1949: Milcząca barykada (Němá barikáda) jako Halina
- 1953: Żołnierz zwycięstwa jako Wala, córka Pawłowskiego
- 1954: Autobus odjeżdża 6.20 jako Janeczka
- 1962: Klub kawalerów jako Mirska
- 1962: Mój stary jako sąsiadka
- 1966: Bicz Boży jako pani Zosia, matka Felka i Pawła
- 1967: Stawka większa niż życie jako Irmina Kobus
- 1970: Romantyczni
- 1970: Album polski jako radziecka sanitariuszka
- 1972: Opętanie jako pielęgniarka
- 1975: Czterdziestolatek jako sędzia (odc. 11)
- 1976: Trędowata jako Rudecka, matka Stefci
- 1977: Sam na sam jako garderobiana
- 1977–1978: Układ krążenia
- 1984: Przyspieszenie jako aktorka w cyrku
- 1986: Głód serca jako właścicielka psa
- 1989: Żegnaj, Laleczko jako pani Morrison
- 1989: Wielki Peeperkorn jako Hermina Kleefeld

## Ordery i odznaczenia
- Medal 10-lecia Polski Ludowej (19 stycznia 1955)[3][4]
- Złoty Krzyż Zasługi (11 lipca 1955)[3][5]
- Krzyż Oficerski Orderu Odrodzenia Polski (1977)[3]